# Liste der Biografien/Masi
Liste der Biografien |
Portal Biografien |
Personensuche
# |
A |
B |
C |
D |
E |
F |
G |
H |
I |
J |
K |
L |
M |
N |
O |
P |
Q |
R |
S |
T |
U |
V |
W |
X |
Y |
Z |
?
 
Ma |
Mb |
Mc |
Md |
Me |
Mf |
Mg |
Mh |
Mi |
Mj |
Mk |
Ml |
Mm |
Mn |
Mo |
Mp |
Mq |
Mr |
Ms |
Mt |
Mu |
Mv |
Mw |
Mx |
My |
Mz
 
Maa |
Mab |
Mac |
Mad |
Mae |
Maf |
Mag |
Mah |
Mai |
Maj |
Mak |
Mal |
Mam |
Man |
Mao |
Map |
Maq |
Mar |
Mas |
Mat |
Mau |
Mav |
Maw |
Max |
May |
Maz
 
Masa |
Masb |
Masc |
Masd |
Mase |
Masg |
Mash |
Masi |
Masj |
Mask |
Masl |
Masm |
Masn |
Maso |
Masp |
Masq |
Masr |
Mass |
Mast |
Masu |
Masv |
Masw |
Masy |
Masz
Die Liste der Biografien führt alle Personen auf, die in der deutschsprachigen Wikipedia einen Artikel haben. Dieses ist eine Teilliste mit 85 Einträgen von Personen, deren Namen mit den Buchstaben „Masi“ beginnt.

## Masi
- Masi, Esala (* 1974), fidschianischer Fußballspieler
- Masi, Gianluca (* 1972), italienischer Astronom und Asteroidenentdecker
- Masi, Marco (* 1934), italienischer Autor, Drehbuchautor und Filmregisseur
- Masi, Michael, australischer Motorsportfunktionär
- Masi, Tito (* 1949), san-marinesischer Politiker

### Masia
- Masiá, Jaume (* 2000), spanischer Motorradrennfahrer

### Masic
- Masić, Adnan (* 1975), bosnisch-deutscher Fußballspieler
- Mašić, Amir (* 1998), bosnischer Fußballspieler
- Mašić, Mila (* 1997), serbische Tennisspielerin

### Masid
- Masidil, numidischer Zimmermann

### Masie
- Masiello, Andrea (* 1986), italienischer Fußballspieler
- Masiello, Francine (* 1948), US-amerikanische Romanistin
- Masiello, Salvatore (* 1982), italienischer Fußballspieler
- Masiero, Corinne (* 1964), französische SchauspielerinCorinne Masiero (* 1964)

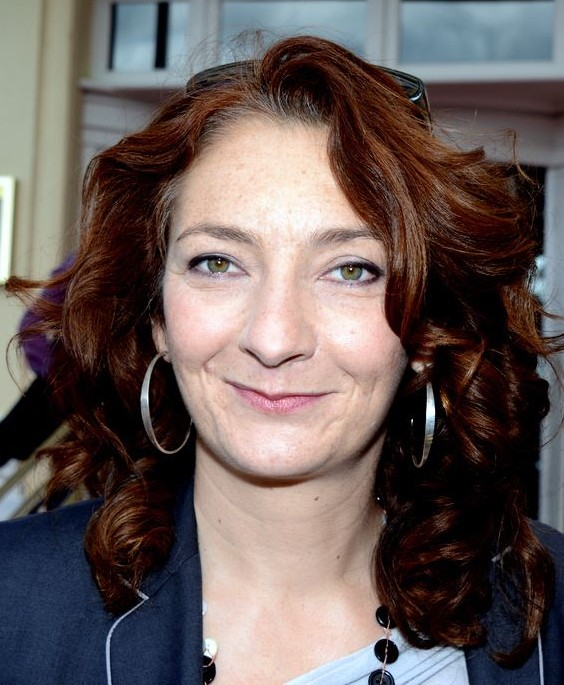
Corinne Masiero (* 1964)

- Masiero, Enea (1933–2009), italienischer Fußballspieler und -trainer
- Masiero, Lauretta (1927–2010), italienische Schauspielerin
- Masiero, Matías (* 1988), uruguayischer Fußballspieler

### Masih
- Masih, Iqbal (1982–1995), pakistanischer Kindersklave, Aktivist für Kinderrechte und gegen Schuldknechtschaft

### Masij
- Masij, Switlana (* 1968), ukrainische Ruderin

### Masik
- Masika, Ayub (* 1992), kenianisch-belgischer Fußballspieler
- Masikin, Oleksij (* 1975), ukrainischer Boxer

### Masil
- Masilamony Arul Das, James (1930–2004), indischer Geistlicher, katholischer Bischof
- Masilela, Tsepo (* 1985), südafrikanischer Fußballspieler
- Masilingi, Beatrice (* 2003), namibische Sprinterin
- Masilo, Boitumelo (* 1995), botswanischer Leichtathlet
- Masilo, Dada (1985–2024), südafrikanische Choreografin und Tänzerin

### Masin
- Masin, Claudio (* 1958), argentinischer Schauspieler und Filmregisseur
- Mašin, Draga (1867–1903), durch Heirat Königin von SerbienDraga Mašin (1867–1903)

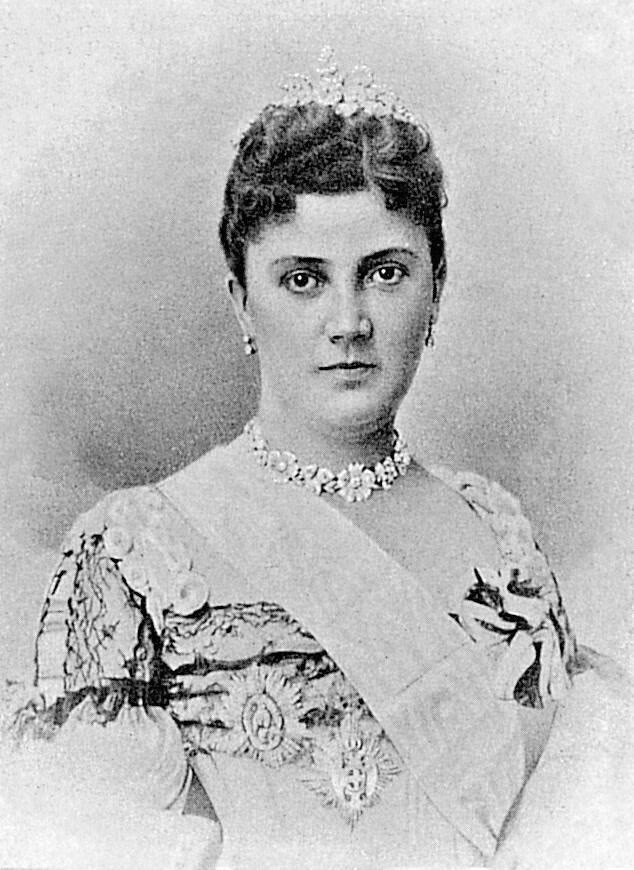
Draga Mašin (1867–1903)

- Masin, El Mago (* 1969), deutscher Musiker und Kabarettist
- Masin, Gwendolyn (* 1977), niederländische Violinistin
- Mašín, Josef (1896–1942), tschechoslowakischer General und Widerstandskämpfer
- Masin, Wiktor Iwanowitsch (1954–2022), sowjetischer Gewichtheber
- Masina, Adam (* 1994), italienischer Fußballspieler
- Masina, Angelo (1815–1849), italienischer Freiheitskämpfer während des Risorgimento
- Masina, Giulietta (1921–1994), italienische SchauspielerinGiulietta Masina (1921–1994)

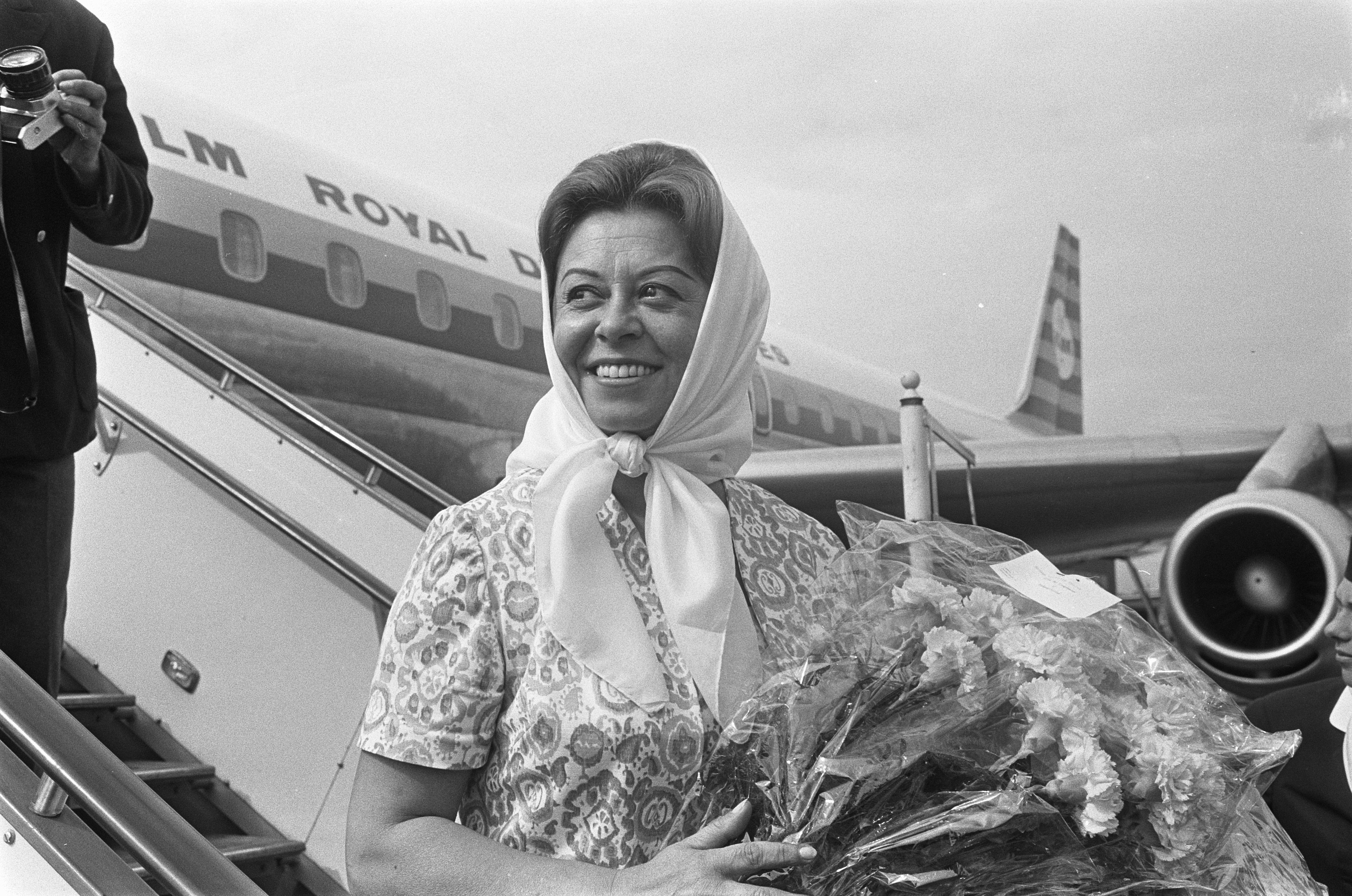
Giulietta Masina (1921–1994)

- Masina, Marija Walerjewna (* 1964), russische Degenfechterin
- Masinde, Elijah († 1987), kenianischer Religionsgründer und Kämpfer gegen die britische Kolonialherrschaft
- Masing, Berthold (1849–1911), deutscher Schiffbauingenieur und Werft-Manager
- Masing, Georg (1885–1956), deutscher Chemiker, Metallurg und Hochschullehrer
- Masing, Jewgeni Karlowitsch (1880–1944), russisch-sowjetischer Maschinenbauingenieur und Hochschullehrer
- Masing, Johannes (* 1959), deutscher Rechtswissenschaftler, Richter des Bundesverfassungsgerichts
- Masing, Karl Karlowitsch (1849–1926), russisch-sowjetischer Mathematiker
- Masing, Oskar (1874–1947), deutsch-baltischer Philologe
- Masing, Otto Wilhelm (1763–1832), estnischer Pfarrer und Sprachwissenschaftler
- Masing, Uku (1909–1985), estnischer Lyriker, Theologe, Orientalist und Ethnologe
- Masing, Walter (1915–2004), deutscher Physiker
- Masinga, Phil (1969–2019), südafrikanischer Fußballspieler
- Masini, Antonio († 1678), italienischer Barockkomponist
- Masini, Giuseppe (* 1916), italienischer Filmschaffender
- Masini, Marco (* 1964), italienischer Rocksänger
- Masini, Mario (1939–2023), italienischer Kameramann
- Masini, Mario (* 1943), Schweizer Bildender Künstler
- Masini, Pier Carlo (1923–1998), italienischer Sozialist, Historiker und Journalist
- Masini, Tommaso († 1520), italienischer Metallurg, Alchemist, Mitarbeiter Leonardo da Vincis
- Masinus, antiker römischer Toreut

### Masio
- Masiokas, Vytautas (* 1955), litauischer Jurist, Strafrichter am Obersten Gericht
- Mašiotas, Pranas (1863–1940), litauischer Schriftsteller, Publizist und Politiker, Vizeminister

### Masip
- Masip Hidalgo, Antonio (* 1946), spanischer Rechtsanwalt und Politiker (PSOE), MdEP
- Masip, Enric (* 1969), spanischer Handballspieler
- Masip, Francisco (1926–2015), spanischer Radrennfahrer
- Masip, Jordi (* 1989), spanischer Fußballspieler
- Masip, Vicente Juan († 1579), spanischer Maler
- Masipa, Thokozile (* 1947), südafrikanische Juristin

### Masir
- Masire, Gladys Olebile (1932–2013), botswanische First Lady
- Masire, Ketumile (1925–2017), botswanischer Politiker, Präsident von Botswana (1980–1998)
- Masire-Mwamba, Mmasekgoa (* 1960), botswanische Diplomatin

### Masis
- Masisi, Edison (1921–2003), botswanischer Politiker
- Masisi, Mokgweetsi (* 1962), botswanischer Politiker (Botswana Democratic Party)Mokgweetsi Masisi (* 1962)

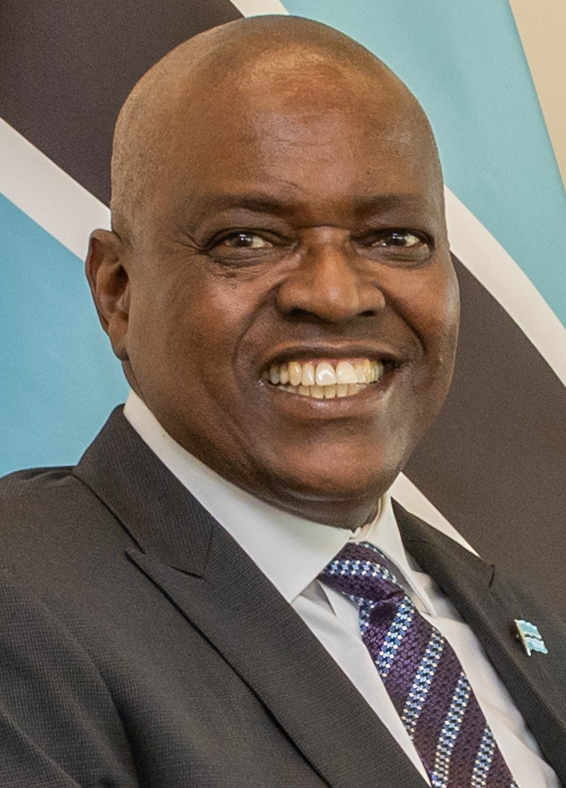
Mokgweetsi Masisi (* 1962)

- Masistes († 478 v. Chr.), Achämenide, Sohn des Großkönigs Dareios I., Satrap von Baktrien

### Masit
- Mašita, Květoslav (* 1947), tschechoslowakischer Endurosportler

### Masiu
- Masiulis, Boleslovas Jonas (1889–1965), litauischer Jurist und Politiker
- Masiulis, Eligijus (* 1974), litauischer Politiker
- Masiulis, Kęstutis (* 1957), litauischer Politiker und Hochschullehrer
- Masiulis, Rokas (* 1969), litauischer Politiker
- Masius, Andreas (1514–1573), katholischer Kleriker, Humanist und Syrologe
- Masius, Anna († 1909), deutsche Sängerin
- Masius, Georg Heinrich (1771–1823), deutscher Mediziner und Hochschullehrer
- Masius, Hector Gottfried (1653–1709), deutsch-dänischer lutherischer Theologe
- Masius, Heinrich († 1714), deutscher Pädagoge und Kirchenlieddichter
- Masius, Hermann (1818–1893), deutscher Pädagoge
- Masius, Ida (1824–1897), Mitbegründung des ersten Kinderkrankenhauses in Mecklenburg
- Masius, Johann (1613–1642), deutscher Mediziner und Astronom
- Masius, Morton (1883–1979), deutsch-amerikanischer Physikochemiker

### Masiy
- Məsiyev, Elçin (* 1991), aserbaidschanischer Fußballschiedsrichter
- Masiyiwa, Strive (* 1961), simbabwischer Unternehmer und Philanthrop in LondonStrive Masiyiwa (* 1961)

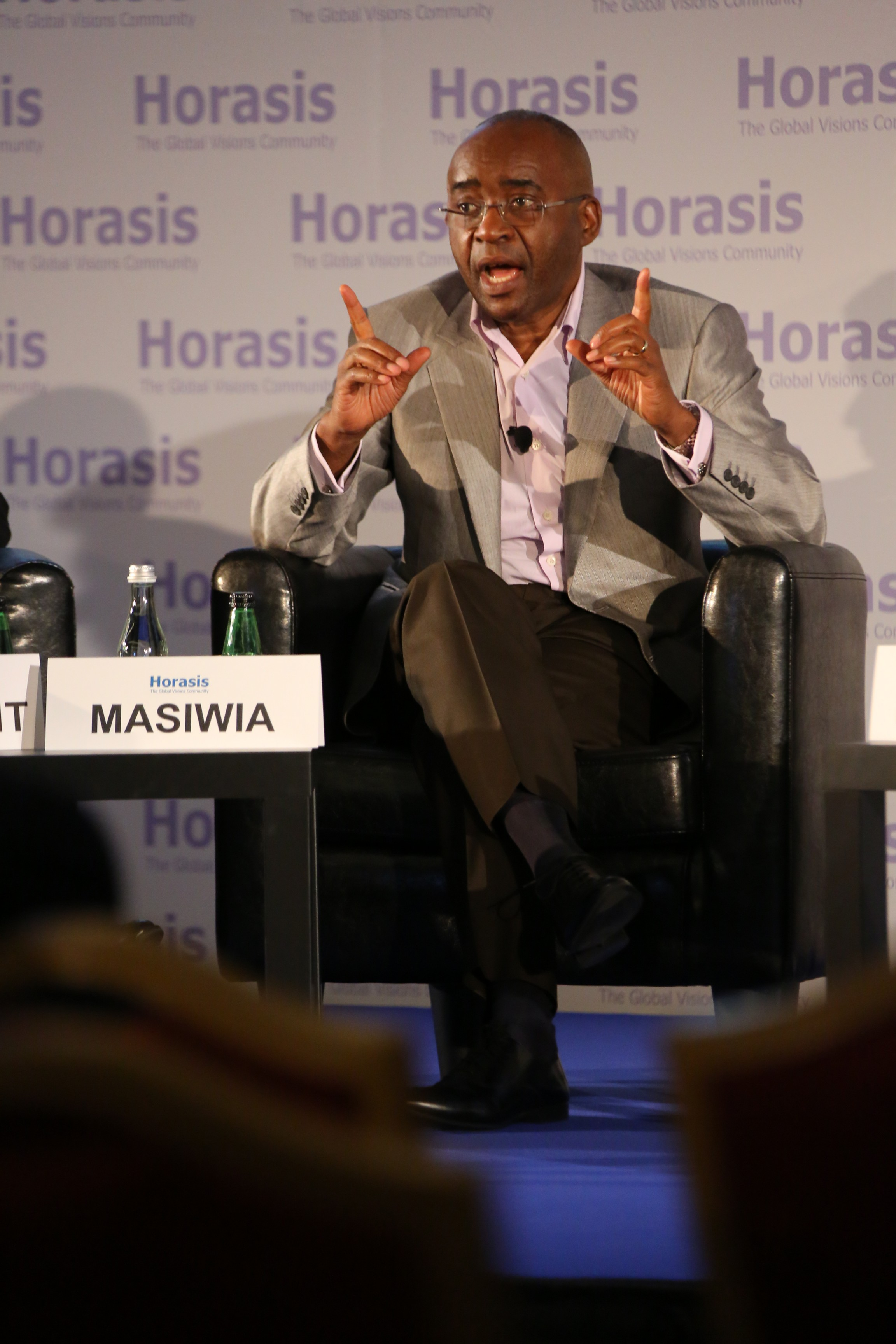
Strive Masiyiwa (* 1961)